# Antipop
Antipop es el sexto álbum de estudio de la banda de rock alternativo estadounidense Primus, publicado el 19 de octubre de 1999 antes su parón de 2003. Es también el último álbum con el batería Bryan Mantia.

## Recepción
En su reseña para Allmusic, Stephen Thomas Erlewine describió el disco como "uno de los esfuerzos mejores y más ambiciosos de Primus", comentando que "algunas de las colaboraciones son de lo mejor que haya grabado nunca Primus". Además, admite que "no siempre tienen éxito, pero nunca dos canciones suenan igual e incluso si no es especialmente de tu gusto, es difícil no respetar eso".

## Producción
El álbum cuenta con varios conocidos músicos invitados y productores, incluyendo a  Tom Waits, James Hetfield (de Metallica), Jim Martin (exmiembro de Faith No More), Fred Durst (de Limp Bizkit), y Tom Morello (de Rage Against the Machine).

## Lista de canciones
| N.º | Título                               | Featuring                                         | Duración |  |
| 1.  | «Intro»                              | Tom Waits                                         | 0:17     |  |
| 2.  | «Electric Uncle Sam»                 | Tom Morello                                       | 2:55     |  |
| 3.  | «Natural Joe»                        | Matt Stone (productor)                            | 4:12     |  |
| 4.  | «Lacquer Head»                       | Fred Durst (productor)                            | 3:49     |  |
| 5.  | «The Antipop»                        |                                                   | 5:33     |  |
| 6.  | «Eclectic Electric»                  | James Hetfield, Jim Martin                        | 8:34     |  |
| 7.  | «Greet the Sacred Cow»               |                                                   | 5:10     |  |
| 8.  | «Mama Didn't Raise No Fool»          | Tom Morello                                       | 5:04     |  |
| 9.  | «Dirty Drowning Man»                 | Martina Topley-Bird, Stewart Copeland (productor) | 4:48     |  |
| 10. | «Ballad of Bodacious»                |                                                   | 3:28     |  |
| 11. | «Power Mad»                          | Tom Morello                                       | 3:42     |  |
| 12. | «The Final Voyage of the Liquid Sky» |                                                   | 5:39     |  |
| 13. | «Coattails of a Dead Man»            | Martina Topley-Bird, Tom Waits                    | 9:57     |  |

- Hay un pista oculta a los 6:16 minutos en la pista 13, una versión de estudio de "The Heckler" de Suck on This.
- En la pista 5, con alrededor de 38 segundos en la pista se escucha la frase "Ya están aquí", de Poltergeist, justo antes de que empiece la música.

## Personal
Primus
- Les Claypool - voz principal, bajo
- Larry LaLonde - guitarra, sintetizador en la pista 6
- Bryan Mantia - batería

Músicos invitados
- Tom Morello - guitarra y producción en las pistas 2, 8 y 11
- James Hetfield - guitarra en la pista 6
- Jim Martin - guitarra en la pista 6
- Martina Topley-Bird - voz en las pistas 9 y 13
- Tom Waits - mellotron, voz  y producción en las pistas 1 y 13

Productores invitados
- Matt Stone - pista 3
- Fred Durst - pista 4
- Stewart Copeland - pista 9

## Posición en listas
Álbum
| Año  | Lista         | Posición |
| ---- | ------------- | -------- |
| 1999 | Billboard 200 | 44       |